# Albert Coates
Albert Coates (San Pietroburgo, 23 aprile 1882 – Città del Capo, 11 dicembre 1953) è stato un direttore d'orchestra e compositore inglese.

## Biografia
Albert Coates nacque a San Pietroburgo, dove suo padre inglese era un uomo d'affari di successo. Studiò in Russia, Inghilterra e Germania, prima di iniziare la sua carriera come direttore in una serie di teatri lirici tedeschi. Ebbe successo in Inghilterra dirigendo Wagner alla Royal Opera House, al Covent Garden nel 1914 e nel 1919 fu nominato direttore principale dell'Orchestra Sinfonica di Londra.
La sua specialità come direttore d'orchestra era l'opera ed in particolare il repertorio russo, ma, senza un apparente motivo, non veniva considerato importante nel repertorio sinfonico austro-tedesco, nonostante le potenti ed incisive interpretazioni della Nona di Beethoven nel 1923, che si possono udire su vecchie incisioni acustiche a 78 giri e dello Jupiter di Mozart qualche anno più tardi sui primissimi 78 giri elettrici. Dopo il 1923 non riuscì a ottenere una direzione permanente nel Regno Unito, nonostante meritasse pienamente quell'onore e per gran parte del resto della sua vita diresse come ospite nell'Europa continentale e negli Stati Uniti. Negli ultimi anni diresse in Sudafrica, dove morì a 71 anni.
Come compositore Coates è poco ricordato, ma compose sette opere, una delle quali fu eseguita al Covent Garden. Scrisse anche alcuni concerti per orchestra.

### Primi anni
Coates era il più giovane dei sette figli di Charles Thomas Coates, dello Yorkshire, direttore della filiale russa di una società inglese e di Mary Ann Gibson, nata e cresciuta in Russia da genitori britannici. Imparò violino, violoncello e pianoforte da bambino in Russia e crebbe in Inghilterra dopo aver compiuto dodici anni. Dopo aver frequentato la Liverpool Institute High School for Boys e il Royal Naval College di Dartmouth, studiò scienze all'Università di Liverpool.
Coates tornò in Russia per entrare nella compagnia di suo padre, ma studiò anche composizione con Nikolai Rimsky-Korsakov. Nel 1902 entrò al Conservatorio di Lipsia per studiare violoncello con Julius Klengel e pianoforte con Robert Teichmüller, ma fu attratto dalla direzione orchestrale durante le lezioni di direzione di Arthur Nikisch.
Nikisch nominò Coates répétiteur all'Opera di Lipsia, dove diede lezioni al mezzosoprano tedesco Elena Gerhardt e qui fece il suo debutto come direttore nel 1904 con I racconti di Hoffmann di Offenbach. Fu assunto come direttore del teatro dell'opera di Elberfeld nel 1906, succedendo a Fritz Cassirer. Da lì passò alla carica di assistente direttore d'orchestra alla Semperoper di Dresda (1907-1908), sotto Ernst von Schuch ed a Mannheim nel 1909 sotto Artur Bodanzky. Debuttò a Londra nel maggio del 1910, dirigendo la London Symphony Orchestra (LSO) in un programma che consisteva in una sinfonia di Maximilian Steinberg, il Concerto per pianoforte n. 1 di Čajkovskij e la Settima sinfonia di Beethoven. Il Times lo giudicò "solido e artistico", sebbene "non particolarmente stimolante da guardare". Nello stesso anno fu invitato da Eduard Nápravník a dirigere al Teatro Mariinskij di San Pietroburgo.
La direzione di Coates del Sigfrido al Mariinsky portò alla sua nomina a direttore principale dell'Opera Imperiale Russa, un incarico che ricoprì per cinque anni, durante il quale fu in relazioni con importanti musicisti russi, tra cui Alexander Scriabin, della cui musica diventò un fervente sostenitore. Nel luglio del 1910, sposò Ella Lizzie Holland.

### Carriera internazionale
Coates apparve per la prima volta al Covent Garden nel 1914 in una stagione di Wagner. Ottenne ottime critiche per la sua interpretazione del Tristano e Isotta e in particolare per la sua direzione de I maestri cantori di Norimberga. Anche la sua direzione di Manon Lescaut di Puccini più tardi nella stessa stagione fu ben accolta, il suo Parsifal meno.
La Rivoluzione russa del 1917 non influenzò inizialmente Coates. Il governo sovietico lo nominò "Presidente di tutti i teatri lirici della Russia sovietica", con sede a Mosca. Nel 1919, tuttavia, le condizioni di vita in Russia erano diventate disperate. Coates si ammalò gravemente e con notevole difficoltà lasciò la Russia con la sua famiglia attraverso la Finlandia nell'aprile del 1919. Dopo il suo arrivo in Inghilterra, fu nominato direttore principale della LSO. Recensendo la sua prima esibizione in quell'incarico, The Times lo elogiò calorosamente, insieme al giovane Adrian Boult e Geoffrey Toye, in un articolo su "The Conductor's Art". Nel settembre 1919 ebbe la nomina per insegnare in un nuovo corso per la formazione operistica presso il Royal College of Music. Nel dare la notizia di questo incarico il Times scrisse: "Difficilmente potrebbe esserci in questo paese un musicista con un'esperienza così ampia e cosmopolita nella direzione operistica"
Il mese seguente si verificò un incidente per il quale Coates è ricordato in molti libri e articoli. L'LSO diede la prima mondiale del Concerto per violoncello di Elgar sotto la direzione del compositore, ma Coates, che stava dirigendo il resto del programma, si è appropriato della maggior parte del tempo delle prove assegnato ad Elgar. Come conseguenza l'orchestra diede un'esibizione notoriamente inadeguata. Elgar non si lamentò pubblicamente, ma il mondo musicale conosceva privatamente il comportamento di Coates. Con questa eccezione, Coates servì bene i compositori inglesi negli anni del dopoguerra, dando le prime esibizioni di opere su larga scala tra cui la rivista A London Symphony (1920) di Vaughan Williams, il Requiem di Delius (1922), First Symphony di Bax (1922) e la Choral Symphony di Holst (1925). Diresse molte altre prime esecuzioni di musica di compositori inglesi contemporanei, tra cui la seconda interpretazione completa di The Planets di Holst nel 1920, due anni dopo la sua prima. Tra le opere dell'Europa continentale introdotte in Inghilterra da Coates ci furono il Concerto per pianoforte di Prokof'ev e il Concerto per pianoforte n. 4 di Rachmaninov, ognuno con il compositore come solista. Nel gennaio del 1926 eseguì la prima rappresentazione teatrale al di fuori della Russia dell'opera La leggenda dell'invisibile città di Kitež e della fanciulla Fevronija di Rimskij-Korsakov, presso il Gran Teatre del Liceu di Barcellona.
Dopo che il suo contratto con la LSO scadde nel 1922, Coates non ricoprì più incarichi permanenti nel Regno Unito, sebbene abbia diretto i festival musicali di Leeds del 1922 e del 1925. Nel 1923 fu nominato direttore principale congiunto con Eugene Goossens della Rochester Philharmonic Orchestra negli Stati Uniti. Fu tra i fondatori della pionieristica American Opera Company di Vladimir Rosing. Coates lasciò Rochester nel 1925 a causa di un disaccordo con lo sponsor dell'orchestra, George Eastman, sulla politica artistica. Il motivo della sua incapacità di ottenere una posizione permanente nel Regno Unito era, secondo un commentatore, che sebbene fosse un ottimo direttore d'opera e di musica da concerto russa, "le sue interpretazioni dei classici viennesi erano meno accettabili" e siccome questi ultimi erano più importanti nella vita musicale britannica "Coates non riuscì conquistare per se stesso la più alta reputazione tra i suoi connazionali".

### Anni successivi
Nel 1925 Coates fu invitato a Parigi per dirigere all'Opéra. Continuò a fare apparizioni come ospite in molti dei centri artistici del mondo fino al 1939. Diresse opere in Italia (1927-1929) e Germania (Staatsoper Unter den Linden, 1931) e concerti con la Wiener Philharmoniker (1935) e nei Paesi Bassi, Svezia e URSS, che visitò tre volte.
Nel 1936 fu direttore musicale della versione cinematografica della Trafalgar Films dell'opera Pagliacci, con Richard Tauber. Il 13 novembre 1936 la BBC trasmise la prima opera televisiva al mondo: scene da Pickwick di Coates, dirette da Rosing, furono proiettate prima della première dell'opera. La settimana successiva Coates e Rosing lanciarono una stagione della British Music Drama Opera Company al Covent Garden. Nel 1938 diresse l'opera di George Lloyd The Serf al Covent Garden con la New English Opera Company, diretta da Rosing.
Quando scoppiò la seconda guerra mondiale Coates si trasferì negli Stati Uniti dove, insieme a Rosing, fondò la Southern California Opera Association. Le produzioni includevano l'opera di Coates Gainsborough's Duchess. Fu direttore ospite della Los Angeles Philharmonic e lavorò brevemente a Hollywood, apparendo in un cameo in due film della MGM del 1944, Due ragazze e un marinaio e Song of Russia.
Nel 1946 Coates si trasferì in Sudafrica, accettando la direzione dell'Orchestra Sinfonica di Johannesburg e, successivamente, dell'Orchestra Municipale di Città del Capo. Si stabilì a Milnerton, Città del Capo, con la sua seconda moglie Vera Joanna Nettlefold (un soprano conosciuta professionalmente come Vera de Villiers) e vi morì nel 1953. L'Oxford Dictionary of National Biography dice di lui:

### Vita privata
Albert Coates è stato sposato due volte. Nel 1910 sposò Ella Holland, con la quale ebbe una figlia, Tamara Sydonie Coates, che divenne un'oboista professionista. Tra i nipoti di Coates figura la violinista Elizabeth Wallfisch. Uno dei suoi pronipoti era il compositore Benjamin Wallfisch. Per il suo matrimonio con la Holland Coates era zio di John Stott. Più tardi nella vita sposò la cantante lirica Vera de Villiers.

## Composizioni
Nel suo necrologio di Coates, The Times scrisse che le sue composizioni "caddero tra l'incudine e il martello di un carattere nazionale e della benevolenza internazionale, con un conseguente successo piuttosto ambiguo". The Grove Dictionary of Music and Musicians le descrive come "tecnicamente ben costruite, piuttosto che fantasiose". I suoi lavori comprendono le opere Samuel Pepys e Pickwick; la prima fu data in tedesco a Monaco nel 1929 e la seconda in inglese al Covent Garden nel 1936. Tra le sue altre cinque opere c'era The Myth Beautiful (1920). I suoi lavori da concerto comprendevano un concerto per pianoforte e un poema sinfonico The Eagle, dedicato alla memoria del suo ex insegnante Nikisch, che fu eseguito a Leeds nel 1925.

## Incisioni
Coates diede importanti contributi alle primissime incisioni della musica orchestrale, a partire dal 1920 con Le Poème de l'extase di Scriabin e successivamente eseguendo numerosi estratti da L'anello del Nibelungo di Wagner e (nel 1923 e 1926) due registrazioni complete della Nona Sinfonia di Beethoven. Diresse la prima registrazione del 1929 della Messa in Si minore di Bach, BWV 232 e la prima registrazione nel 1930 del Concerto per pianoforte n. 3 in re minore di Rachmaninov, con Vladimir Horowitz come solista.